# 王啸坤
王啸坤（1988年3月12日—），中国大陆歌手、词曲作者、制作人，粉丝代表Only同学。「DAN」厂牌主理人、影视演员、星联盟明星足球队召集人兼队长,北京潮石音乐艺人。
2006年，年仅18岁的王啸坤凭借清澈的嗓音和爆发力荣获上海东方卫视举办的《我型我秀》大型电视选秀节目年度总冠军，就此踏入歌坛。

## 音乐作品

### 《唱片》
发行时间：2011年9月28日
发行公司：银基一帮行/DAN蛋
发行介质：Digital
专辑简介：与唱片say goodbye，零唱片发行+专辑相关衍生产品发布；曲风横跨摇滚、迷幻、电子、流行、民谣等类型。
曲目
- 01 爱爱
- 02 遣散
- 03 不停（2010X-GAME亚洲极限运动大赛主题曲[5][6]）
- 04 粉笔
- 05 笑话 MV
- 06 老崔
- 07 没错
- 08 故意 MV（电视剧《远期的合约》[7]主题曲，未上映）
- 09 走了 MV
- 10 唱片
- 11 神像
- 12 杂志
- 13 你好+浪旅（hidden track）

### 《那些你们喜欢的不喜欢的我都喜欢的女孩》
发行时间：2009年7月1日
发行公司：银基一帮行/DAN蛋
发行介质：CD
专辑简介：这是一张王啸坤写给自己的专辑，邀请作家棉棉撰写buffering并“献声”，流行、摇滚、电子三种截然不同的音乐风格在这张专辑里显得泾渭分明。这张专辑广获荣誉与好评。
曲目
- 01 HELLO HONEY

buffering 1 爱上爱
- 02 两湾城 MV
- 03 北京下雨了 MV
- 04 残缺的歌 MV

buffering 2 WHERE DID YOU SLEEP LAST NIGHT
- 05 二楼
- 06 DESTINATION
- 07 INSIDE OUT
- 08 征程 MV

buffering 3 你是那样的男孩
- 09 POP STAT
- 10 果子
- 11 FOREVER YOUNG

buffering 4 金钥匙的线索 
- 12 回家吧
- 13 那些你们喜欢的不喜欢的我都喜欢的女孩

### 《西湖向西 杭州演唱会》
发行时间：2009年3月
发行公司：银基一帮行/DAN蛋
发行介质：CD/DVD
专辑简介：2008年11月8日王啸坤携琴麻岛乐队在杭州东坡大剧院举办了名为《西湖向西》的演唱会
CD曲目
- 01 宠儿
- 02 公历四月四日
- 03 火星热线
- 04 大时代
- 05 SAVING ALL I OWN
- 06 摩登爱情
- 07 承认
- 08 POP STAR
- 09 果子
- 10 资母爱
- 11 北京下雨了
- 12 HELLO HONEY
- 13 琴麻岛的海

注：DVD未收录翻唱《承认》，最后附BONUS TRACK花絮。

### 《王啸坤》
发行时间：2007年4月30日
发行公司：天韵文化/上腾娱乐/环球唱片
发行介质：CD
专辑简介：王啸坤首张个人大碟，由环球唱片依诺为总冠军百万打造，唱片以英伦摇滚为主，除收录了其在比赛时演唱过的原创作品外，还由台湾著名音乐人陈耀川为其量身打造了主打歌《带我去寻找》。该唱片携新晋人气2个月热卖15万张。
曲目
- 01 王十三 MV←庆功版收录
- 02 带我去寻找 MV
- 03 云上的日子 MV （页面存档备份，存于）
- 04 KEEP ON LOVING YOU
- 05 火星热线
- 06 琴麻岛的海 MV←庆功版收录
- 07 SAVING ALL I OWN
- 08 昆虫
- 09 宠儿
- 10 我要秀自己 MV←庆功版收录 （页面存档备份，存于）

### 单曲/合辑
| 单曲                      | 收录专辑             | 发行日期      |
| ------------------------- | -------------------- | ------------- |
| 《我们的歌》              | 《我型我show同学会》 | 2007年9月     |
| 《挑战每一天》（&俞思远） | 《我型我show同学会》 | 2007年9月     |
| 《我要秀自己》（&俞思远） | 《我型我show同学会》 | 2007年9月     |
| 《ABC》（&小E）           | 奥运单曲             | 2008年5月5日  |
| 《菩提树下》              | 《INDIE TOP ONE》    | 2008年12月5日 |

## 音乐现场
- 《showbar first live show》

时间：2006年11月2日
地点：上海 showbar
- 《型秀答谢演唱会》

时间：2006年12月16日
地点：上海 ARK
- 《王啸坤[来自火星]华东巡回演唱会》

时间：2007年3月10日-4月21日
地点：上海 南京 无锡 杭州 宁波
- 《火星人在现场》新专辑首唱会

时间：2007年4月28日
地点：北京 星光现场
- 《GIBSON弹唱梦想》中国巡演嘉宾

时间：2008年4月9日-4月14日
地点：北京、天津、石家庄
- 《LIVE EARTH 2007上海演唱会》

时间：2007年7月7日
地点：上海 东方明珠塔下
- 《毕业·声 不插电音乐会》（feat.OP组合）

时间：2007年9月23日
地点：上海 东方艺术中心
- 《型秀家族演唱会》

时间：2007年10月16日
地点：上海 上海大舞台
- 《新浪摇滚频道上线party》

时间：2008年1月16日
地点：北京 愚公移山
- 《爱从未离开》木玛演唱会嘉宾

时间：2008年5月9日
地点：北京 星光现场
- 《与汶川同在》慈善义演

时间：2008年5月24日
地点：北京 星光现场
- 《2008摩登天空音乐节》

时间：2008年10月1日
地点：北京 朝阳公园
- 《2008丽江雪山音乐节》

时间：2008年10月4日
地点：丽江 束河古镇
- 《2008上海国际艺术节大宁摇滚节》专场

时间：2008年10月26日
地点：上海 大宁广场
- 《西湖向西 杭州演唱会》

时间：2008年11月8日
地点：杭州 东坡大剧院
- 《2008 ROCKKID 摇滚音乐节》

时间：2008年12月7日
地点：上海 松江大学城
- 《王啸坤[DAN生]2009春季全国公路巡演》

时间：2009年3月15日-4月25日 
路线：北京 大连 石家庄 郑州 西安 武汉 长沙 南昌 南京 上海(2) 
- 《2009热波国际音乐节》

时间：2009年5月1日
地点：成都 郁金香公园
- 《中德音乐盛典》

时间：2009年6月14日
地点：北京 星光现场
- 《2009青年中国音乐节》

时间：2009年7月10日
地点：西安 曲江大唐芙蓉园
- 《新专辑演唱会》

时间：2009年8月1日
地点：北京 星光现场
- 《2009上海爵士音乐节》

时间：2009年10月17日
地点：上海 世纪公园
- 《苹果店live show》

时间：2010年8月29日
地点：上海 苹果旗舰店
- 《2010橘洲音乐节》

时间：2010年9月22日
地点：长沙 橘子洲沙滩公园
- 《2010热波国际音乐节》

时间：2010年10月3日
地点：杭州 凤凰创意园区
- 《2010甬尚音乐节》

时间：2010年10月6日
地点：宁波 天宫庄园
- 《2011热波国际音乐节》

时间：2011年5月1日
地点：成都 郁金香公园
- 《喜马拉雅音乐节》

时间：2011年9月3日
地点：上海 喜马拉雅艺术中心
- 《穿越·爱 音乐节》

时间：2011年10月3日
地点：常州 淹城
- 《新专辑享乐会》

时间：2011年11月23日
地点：北京 糖果俱乐部（原星光现场）

## 影视作品
- 《琴麻岛的海》（NEVER ENDING SEA）[15]

导演：刘全玮
编剧：杨丽颖
制片人：张凯
主要演员：王啸坤、牛浩霖、詹慧聪、田野
首映日期：2009年4月15日 2009天津大学大学生电影节开幕影片
简介：剧情主要描述一位热爱滑板的绝症少年的爱情故事，王啸坤本色出演主人公文俊并担任电影音乐制作。
- 《超级50》（QUICK QUICK SLOW）[16]

导演：叶凯/程亮
编剧：七格
主要演员：姚安濂、顾艳、吴冕、符冲、王啸坤
首映日期：2009年9月10日 德国科隆中国电影节开幕影片
简介：这是一部小成本喜剧，以一群热爱跳舞的中老年人为主线，表现了普通上海市民的快乐生活。王啸坤在剧中饰演姚安濂的儿子，对父亲从叛逆到理解，同时演唱了由赵健（赵英俊）作词作曲的同名主题歌。
- 《星座方程式》[17]

导演：刘全玮
出品方：金云涌文化传播有限公司
主要演员：王啸坤、张俪、张丹峰、韩一菲、李妍锡
首映日期：2011年9月16日
简介：这是一部以星座为主题的网络季播剧，王啸坤饰演第二季的男主角，一位金牛座摄影师。
- 《那是你离开了北京的生活》

导演：王啸坤
发布日期：2019年1月28日
简介：这是一部MV作品，歌曲收录于薛之谦专辑《怪咖》。

•谁都渴望遇见你

首播日期：2020年2月16日
演员：王啸坤  
角色：周末

## 展览

### 「酷在当下」个人私物展
时间：2007年12月28日-2008年1月3日
地点：上海 无限度广场
策展人：周瑾（主持人）、王啸坤、HANSEY（出版人）、甘鹏（记者）
主题：2007年酷一族80后的生活

### 「新城视杯」环保摄影展
时间：2008年12月5日起
地点：上海 八号桥创意园区、豫龙坊三楼空中花园、正大广场黄金大道等
主办方：上海市迎世博600天行动社会动员指挥部
主题：GreenVision 新鲜城市，绿色视界王啸坤参展作品欣赏

### 「LIFE IS TOUGH」摄影展
时间：2009年12月18日起
地点：北京 Source旗舰店
主办方：G-Shock&《YOHO!潮流志》
参展人：王啸坤（作品欣赏 （页面存档备份，存于））、223、聂征、程旸
主题：潮流摄影

## 小说
《王十三》
出版社：上海人民出版社
发行日期：2007年8月
总页数：133页
装帧：平装
开本：16开
ISBN：9787208071063
简介：王啸坤在比赛结束后乘势推出半自传体小说《王十三》。本书图文并茂，披露了王啸坤的成长经历。王啸坤父母作序，原琴麻岛乐队贝斯手王荣男、我型我秀人气选手俞思远为本书撰写了后记。